# 兴隆街道 (锦州市)
兴隆街道，是中华人民共和国辽宁省锦州市太和区下辖的一个乡镇级行政单位。

## 行政区划
兴隆街道下辖以下地区：
兴电社区、小兴社区、藏西社区、藏西村、兴隆村、小兴村和大石村。